# 1883
| 1883                                          |
| --------------------------------------------- |
| Dødsfald - Fødsler                            |
| • Begivenheder • Litteratur • Politik • Sport |

| Gregoriansk kalender | 1883 MDCCCLXXXIII       |
| Ab urbe condita      | 2636                    |
| Armensk kalender     | 1332 ԹՎ ՌՅԼԲ            |
| Kinesiske kalender   | 4579 – 4580 壬午 – 癸未 |
| Etiopisk kalender    | 1875 – 1876             |
| Jødisk kalender      | 5643 – 5644             |
| Hindukalendere       |                         |
| - Vikram Samvat      | 1938 – 1939             |
| - Shaka Samvat       | 1805 – 1806             |
| - Kali Yuga          | 4984 – 4985             |
| Iransk kalender      | 1261 – 1262             |
| Islamisk kalender    | 1300 – 1301             |

Konge i Danmark: Christian 9. 1863-1906
Se også 1883 (tal)

## Begivenheder

### Januar
- 4. januar - Magasinet Life udkommer for første gang

### April
- 16. april - Paul Kruger bliver præsident i Sydafrika

### Maj
- 20. maj - Krakatoa i Indonesien går i udbrud, der først slutter tre måneder senere med vulkanens ødelæggelse
- 24. maj - Brooklyn Bridge i New York åbnes

### Juni
- 5. juni - S/S Helsingør løber af stablen på Helsingør Skibsværft
- 8. juni - ved aftale med beyen af Tunis får Frankrig fuld kontrol over Tunesien

### August
- 26. august – Vulkanøen Krakatau eksploderer i Sunda-strædet mellem Sumatra og Java

### Oktober
- 6. oktober - Orientekspressens jomfrurejse fra Paris til Istanbul varer cirka 78 timer
- 20. oktober - Peru og Chile underskriver Ancón-traktaten, hvorved Peru overgiver Tarapacá-provinsen til Chile, hvilket bringer Perus involvering i Salpeterkrigen til ophør
- 23. oktober – Metropolitan Operaen i New York åbner

### December
- 16. december – Tyskeren Gottlieb Daimler tager patent på petroleumsmotor med glødetænding til anvendelse i motordrevne køretøjer
- 16. december - den første organiserede fodboldkamp i Danmark finder sted på Rosenborg eksercerplads

## Født

### Januar
- 3. januar – Clement Attlee, engelsk politiker og premierminister (død 1967).
- 5. januar - Herbert Drury, britisk sportsudøver (død 1936).
- 5. januar - Werner Jernström, svensk skytte (død 1930).
- 5. januar - Döme Sztójay, ungarsk politiker (død 1946).
- 6. januar - Frank Haller, amerikansk bokser (død 1939).
- 9. januar - Kaarlo Mikkolainen, finsk gymnast (død 1928).
- 10. januar - Ove Funch-Espersen, bornholmsk arkitekt (død 1964).
- 10. januar - Aleksej Tolstoj, russisk forfatter (død 1945).
- 15. januar - Lucien Pothier, fransk cykelrytter (død 1957).
- 20. januar - Bertram Ramsay, britisk admiral (død 1945).
- 21. januar – Francis Hackett, irsk forfatter (død 1962).
- 31. januar - Thorkild Garp, dansk gymnastiklærer og gymnast (død 1976).

### Februar
- 2. februar - Candelario Huízar, mexicansk komponist (død 1970).
- 3. februar - Aksel Jørgensen, dansk maler og grafiker (død 1957).
- 4. februar - George Bell, britisk teolog (død 1958).
- 7. februar - Harry Haslam, engelsk hockeyspiller (død 1955).
- 8. februar - Joseph Schumpeter, østrigsk økonum (død 1950).
- 9. februar – Fritz August Breuhaus, tysk arkitekt, indretningsarkitekt og designer (død 1960).
- 11. februar – Paul von Klenau, dansk komponist og dirigent (død 1946).
- 11. februar - Christine Larsen Bodding, dansk lægeMissionær (død 1940).
- 12. februar - Aksel Juel, dansk jurist, forfatter, digter og oversætter (død 1948).
- 16. februar - Elizabeth Craig, skotsk journalist og kok (død 1980).
- 18. februar - Nikos Kazantzakis, græsk forfatter (død 1957).
- 18. februar - Jacques Ochs, belgisk fægter (død 1971).
- 22. februar - Gaston Alibert, fransk fægter (død 1917).
- 22. februar - Olga Svendsen, dansk skuespiller og sangerinde (død 1942).
- 23. februar - Karl Jaspers, tysk filosof og psykiater (død 1969).
- 25. februar - Prinsesse Alice, grevinde af Athlone, britisk prinsesse (død 1981).
- 26. februar - Waldemar Jørgensen, dansk arkitekt (død 1955).

### Marts
- 4. marts – Christen Borch, dansk arkitekt (død 1972).
- 4. marts - Maude Fealy, amerikansk skuespiller (død 1971).
- 4. marts - Sam Langford, canadisk bokser (død 1956).
- 8. marts - Adolf Köster, tysk politiker (SPD) og diplomat (død 1930).
- 10. marts - George Rennie, canadisk lacrosse-spiller (død 1966).
- 10. marts - Louis Soonius, hollandsk kunstmaler (død 1956).
- 17. marts - Parmo Ferslew, dansk fodboldspiller (død 1951).
- 19. marts - Walter Norman Haworth, engelsk forsker (død 1950).
- 21. marts - Hilmar Riberholt, dansk maler (død 1936).
- 22. marts - Aage Jacobæus, dansk mæcen og kunstsamler (død 19??).
- 23. marts - Alberto Braglia, italiensk gymnast (død 1954).
- 23. marts - Ejnar Oberbech-Clausen, dansk godsejer og kunstsamler (død 1963).
- 23. marts - George Reiffenstein, canadisk roer (død 1932).
- 24. marts - August Christian Børner, dansk boghandler, biografejer og atlet (død 1966).
- 25. marts - Aksel Jensen, dansk gårdejer, kreditkassedirektør og folketingsmedlem (død 1961).
- 26. marts – Poul Reumert, dansk skuespiller (død 1968).
- 26. marts - Arthur Southern, britisk gymnast (død 1940).

### April
- 1. april - Lon Chaney, amerikansk stumfilmsskuespiller (død 1930).
- 6. april - Martin Dietrich, tysk officer (død ?).
- 8. april - Thorvald Andersen, dansk arkitekt (død 1935).
- 8. april - Olav Midttun, norsk filolog (død 1972).
- 9. april - Mohammed Nadir Shah, konge af Afghanistan fra 1929 til 1933 (død 1933).
- 12. april - Imogen Cunningham, amerikansk fotograf (død 1976).
- 13. april - Nicolai Brechling, dansk manuskriptforfatter og skuespiller (død 1935).
- 13. april - George Buckland, britisk lacrosse-spiller (død 1937).
- 15. april - Christian Daell, dansk grosserer og stifter (død 1947).
- 17. april - Ernest Hamilton, canadisk lacrosse-spiller (død 1964).
- 19. april – Getúlio Vargas, brasiliansk præsident (død 1954).
- 21. april - Mathias Storch, grønlandsk præst og forfatter (død 1957).
- 23. april – Clara Pontoppidan, dansk skuespillerinde (død 1975).

### Juni
- 7. juni - Sylvanus Morley,  amerikansk arkæolog, epigraf og mayaforsker (død 1948)

### Juli
- 3. juli – Franz Kafka, tjekkisk forfatter (død 1924).
- 29. juli - Benito Mussolini, Italiensk leder (død 1945)

### August
- 19. august – Coco Chanel, fransk modeskaber og grundlægger af modehuset Chanel (død 1971).

### Oktober
- 17. oktober – A.S. Neill, skotsk pædagog, grundlægger af Summerhillskolen (død 1973).

### December
- 23. december – Vilhelm la Cour, dansk historiker (død 1974).
- 25. december – Maurice Utrillo, fransk maler; født på Montmartre i Paris (død 1955).

## Dødsfald
- 13. februar – Richard Wagner, tysk komponist (født 1813).
- 14. marts – Karl Marx, tysk filosof (født 1818).
- 23. maj – Cyprian Kamil Norwid, polsk romantisk digter (født 1821).
- 3. september – Ivan Turgenjev, russisk forfatter (født 1818).

## Musik
- 2. december – Johannes Brahms' 3. symfoni uropføres i Wien under ledelse af Hans Richter.